# Puccinellia mendozina
Puccinellia mendozina är en gräsart som först beskrevs av Eduard Hackel, och fick sitt nu gällande namn av Parodi. I den svenska databasen Dyntaxa används istället namnet Puccinellia blomii. Enligt Catalogue of Life ingår Puccinellia mendozina i släktet saltgrässläktet och familjen gräs, men enligt Dyntaxa är tillhörigheten istället släktet saltgrässläktet och familjen gräs. Arten förekommer tillfälligt i Sverige, men reproducerar sig inte. Inga underarter finns listade i Catalogue of Life.